# Carl Clemons-Hopkins
Carl Clemons-Hopkins, född 20 juli 1987 i Lithonia, DeKalb County, Georgia, är en amerikansk skådespelare.
Clemons-Hopkins har bland annat medverkat i TV-serien Hacks. Hen har även medverkat i filmerna The Beanie Bubble och The Mattachine Family.
Clemons-Hopkins är queer och använder hen (they/them) som pronomen.

## Filmografi i urval
- 2021–2024 – Hacks (TV-serie)
- 2021 – Candyman
- 2023 – The Beanie Bubble
- 2023 – The Mattachine Family